# Fontana Üzletház
A Fontana Üzletház, korábban Belvárosi Üzletközpont, későbbi elnevezései: Aranypók Konzumex Divatáruház, Fontana Divatház, a közbeszédben: Aranypók Áruház, Fontana-ház, Budapesten, az V. kerület, Váci utca, Régi posta utca (Régiposta utca) kereszteződésében, a Váci utca 16. szám alatt volt megtalálható. Az épület, a késő Kádár-korszak egyik legérdekesebb, emblematikus alkotása, városszerkezeti megoldásait tekintve is figyelemreméltó építészeti eleme volt.

## Előzmények
A Váci utcai saroktelken a 17. század végén Lederwas Bertalan fürdője és borbélyüzlete állt. 1833-ban gróf fényi Mocsonyi János Torontál vármegyei nagybirtokos, már háromemeletes bérházat építtetett ide, amelyet Hild József építész tervezett. Az ingatlanon gróf Bethlen András 1888-ban kisebb külső átalakítást végeztetett, majd özvegye gróf Bethlen Andrásné Mocsonyi Lívia az épület homlokzatát 1912-ben Alpár Ignáccal átterveztette. Az idők során szabók, ruhakereskedők, fehérnemű készítők és egyéb rokonszakmák működtek a házban. A 19. század elején Raics Sámuel „a Három Gráciához” címzett posztóüzlete nyílt meg, később Haris, Zeillinger és Társa kereskedése menyasszonyi kelengyéket árult valamint női-, férfi- és gyermek fehérneműket készített itt. A II. világháborúban súlyosan megsérült az épület, ezért 1947-ben az emeleti részeket lebontották, a függőfolyosó vaskorlátjai maradtak az utókorra, darabjait a Hadtörténeti Múzeum Kapisztrán téri erkélyében, valamint a Pest Megyei Önkormányzat Semmelweis utca felől nyíló udvari szárnyában használták fel. 

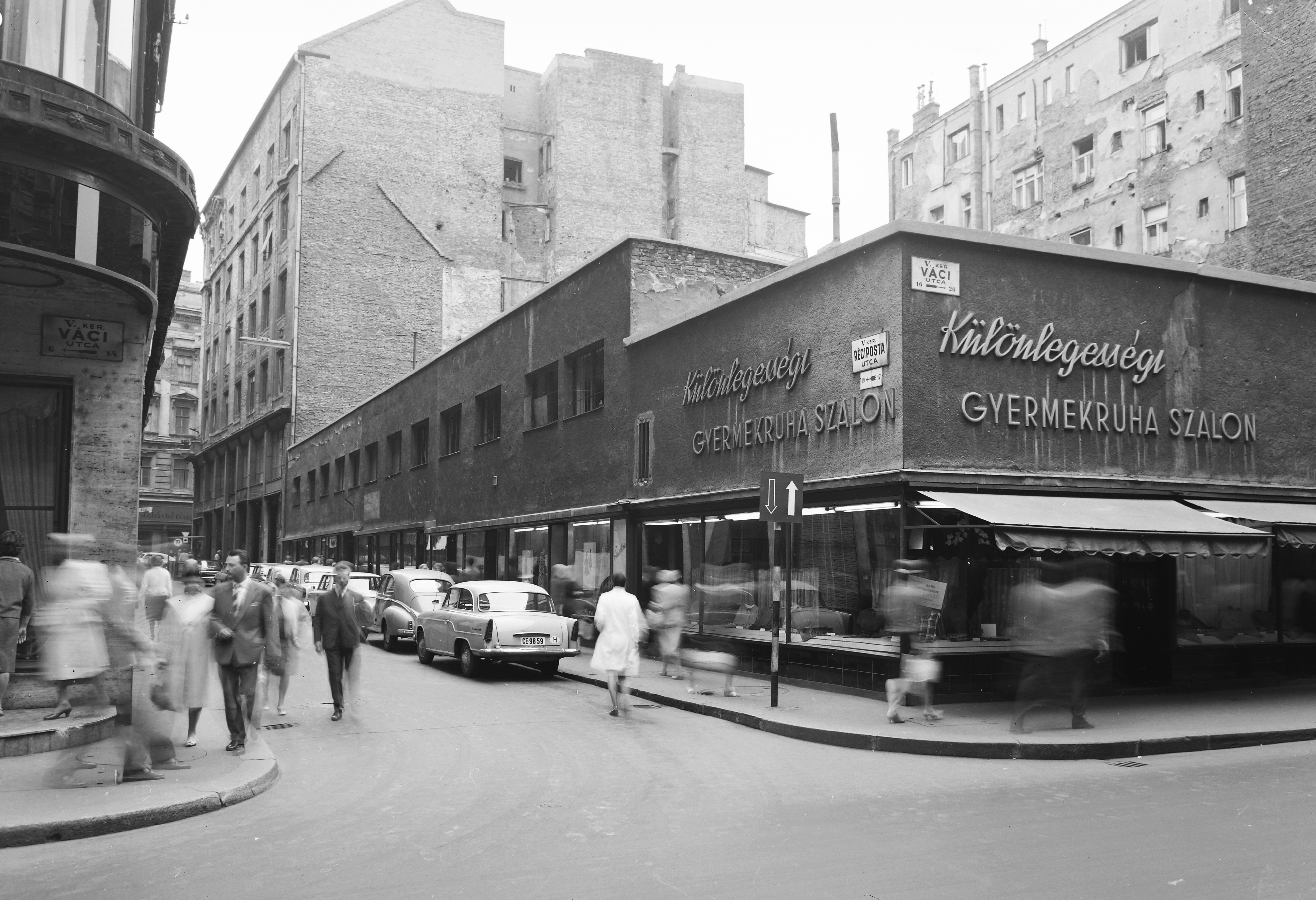
A Váci utca és a Régiposta utca (Régi Posta utca) kereszteződése a Különlegességi Gyermekruha Szalonnal 1963-ban

 Az épületet teljesen nem bontották el, földszinti részén 1970-ig megmaradtak az üzlethelyiségek, így például a Váci utcai Különlegességi Gyermekruha Szalon és a Napoletana étterem is. 
Az 1960-as évek közepére készült el a Belváros rendezési terve, amely a Duna-part fejlesztéséről illetve a Váci utca idegenforgalmi-bevásárló-sétáló utcává alakításáról, a foghíjak beépítéséről szólt. Az Építésügyi és Városfejlesztési Minisztérium és a Fővárosi Tanács által 1967-ben meghirdetett budapesti Belvárosi Üzletközpont ötletpályázaton Kapsza Miklós és Schall József első díjas tervében már felvetődött a Váci utca és a Régi posta utca (Régiposta utca) szűk kereszteződésének átalakítása egy kisebb tér kialakításával, valamint passzázsok (fedett utcák) kiépítése a Ferenciek teréig. Ez utóbbi ötletre korábban megvalósult szép példák a környéken: a Párizsi udvar és a Petőfi Sándor utca 12. szám alatti bérház átjárói. (Sajnos, azóta mindkét passzázst, ahogy a többi, később épült átjárót is, elzárták a gyalogosforgalom elől.)

## Története, leírása
Polónyi Károly, Ybl Miklós-díjas építész, a 20. század egyik legjelentősebb magyar településtervezőjének gondolatai:

„Úgy hiszem, az Aranypók áruház a világ majdnem minden városközpontjában rangos épületnek számítana. Amikor a terv készült, nagyon jónak találtuk a tervezett piazzettát, a visszaugrást, amely javítja a szűk utcára néző homlokzatok bevilágítását. ”

A Váci utca és a Régi posta utca (Régiposta utca) sarkán 1971-ben bontották el Hild József korábbi, csonkán meghagyott épületének megmaradt üzlethelyiségeit. 1976 végére készült el a tervdokumentáció, amelyben Vedres György, a BUVÁTI munkatársai, és a Budapesti Műszaki Egyetem két tanára, Schall József és Kapsza Miklós is aktívan részt vett. 1977-ben kezdték el az építkezést. Az új épület Vedres György, Ybl Miklós-díjas építész (Budapesti Városépítő Tervező Vállalat – BVTV; Budapesti Városépítési Tervező Iroda – BUVÁTI) tervei alapján valósult meg. A belsőépítész Mikó Sándor volt. Az Aranypók–Konsumex Divatáruház 1983. július 4-én nyitotta meg kapuit.

„Impozáns, vörösréz burkolattal ellátott üzlet- és irodaházat avattak fel hétfőn Budapesten a Váci utcában. Igazi világvárosi üzletház fogadta az érdeklődőket hétfő délelőtt a Budapest Belvárosában levő Váci utca és a Régiposta utca sarkán…”

Az épület egy alacsonyabb összekötő szárnyból és hatalmas, kilencemeletes irodatoronyokból állt. A monumentális megjelenésű épülettel az építésznek mégis sikerült a Váci utca sűrű, zártsorú beépítését fellazítania, a megbontott, rétegzett, mozgalmas tömeghatású felületekkel. Az épület tömegének a telekvonaltól való visszahúzásával létrejött kis terecskével, díszkúttal évtizedekre meghatározta a Váci utcának ezt a pontját. A fehér mészkőlapokkal burkolt lépcsőzetesen eltolt homlokzatot a síkból prizmaszerűen kiemelkedő, vörösréz burkolatú ablakkötények, ablakszemöldökök tették plasztikussá. Az alsó három szint többszörösen visszalépcsőző tömege az Aranypók-Konzumex Divatáru Kereskedelmi Vállalat ruházati áruházának (3500 m²) adott otthont, míg a fölé magasodó, három különálló, összetett tömegű toronytestből az egyikben 10 külföldi képviselet irodái (1400 m²), a másik két irodatoronyban a CIB Bank (Közép-európai Nemzetközi Bank) irodái (2900 m²) kaptak helyet (1985–1995). A légkondicionált áruház, pincei raktárból és négy eladótéri szintből állt, amelyet világosszürke és sötétzöld színű bolgár és kubai márvánnyal burkoltak, benne jugoszláv mozgólépcső működött. A megnyitáskor az eladóterek osztrák pultokkal és áruházi bútorokkal voltak berendezve. Az irodaszinteket 6 felvonó látta el. (Az irodaházként átadott épületrészek az eredeti tervekben lakásként épültek volna meg.) A tömb belsejét feltáró passzázsban alakították ki a Képcsarnok Vállalat kétszintes 180 m²-es üzletét, amely érem- és grafikai galériaként működött. A tornyok közötti tetőteraszon presszó várta a vendégeket. Néhány évvel később egy látványliftet is építettek a Régi posta utca felőli oldalra, ami a tetőteraszra vezetett fel, és külső borításként a korszakra jellemző sötétített üvegezést kapott.
Az áruház főbejárata a Váci utcáról nyílt. A Régi posta utca (Régiposta utca) felőli oldalról az épületen átvezető passzázst lehetett megközelíteni, ahonnan a Képcsarnok Vállalat üzlete is nyílt, és itt volt az irodatornyok egyik bejárata is. Ezen a fedett utcán, át lehetett sétálni a Petőfi Sándor utca felé is, illetve a Váci utca 20. szám alatt 1985. novemberében megnyílt Taverna Szálló (ma: Mercure Budapest City Center) aljában működő City Grill gyorséttermének hátsó bejárataihoz is. 
1984-ben egy utazási iroda költözött a félemeletre, majd külföldi (olasz, osztrák, indiai, jugoszláv, keletnémet, nyugatnémet) butikok is megnyíltak körülötte.
Az áruház új nevére 1985-ben nyilvános pályázatot írtak ki. A Hungexpohoz több mint 3000 javaslat érkezett. Az íróból, nyelvészből és reklámszakemberekből álló zsűri a Fontana nevet választotta, amely az épület mellett álló Hermész-kútra utalt. 1986. május elsejétől Fontana lett az áruház neve, ezért az aranyszínű Aranypók felirat helyett felkerült a ház falára új emblémaként a jin-jang szimbólum, amely a Fontana felirat “O” betűjében is megjelent a homlokzaton.

| „                        | Fontana, a Belváros divatháza | ” |
| – reklámszlogen 1986-ból |                               |   |

| „                        | Fontana, a divat forrása | ” |
| – reklámszlogen 1987-ből |                          |   |

A rendszerváltás után az Aranypókot privatizálták, 1992-ben már csak két szinten árusítottak, a Képcsarnok galériája bezárt. A tetőteraszon egy időben turisták kifosztására szakosodott maffiavendéglátóhely működött. 1993-tól az Andrusch József vezette A & A Kereskedelmi Kft. vette bérbe az áruházat. 2004-től a ruhamárkaként ismert C&A multinacionális üzletlánc a legnagyobb magyarországi áruházát létrehozva költözött a teljes eladótérbe. A passzázst az épület tulajdonosai nem tartották karban, sötét sikátorrá züllött, végül lezárták a gyalogosforgalom elől.
Az ingatlant 1993-tól résztulajdonosként birtokló, majd 1996-ban teljes egészét megvásárló német Immo-Müller csoport, régóta a Fontana-ház elbontásában és egy új üzletház építésében gondolkodott. Így, a tervezett új üzletháznak a kibővített alapterületével visszaállítva a korábbi utcaképet, megszüntetve azt a kis teret, amely 1967-ben már a Belvárosi Üzletközpont nyertes tervpályázatában is megjelent és megszüntetve az épület aljában található passzázst is. Így tehát megszüntetve mindazt, ami városépítészetileg előremutatóan megvalósult Vedres György munkájában. 
A német tulajdonú Müller Cégcsoport új üzletházának felépítéséhez át kellett minősíteni a Hermész-kutat is magában foglaló 236 négyzetméter nagyságú, közterületi besorolású részt, amelyet azután az V. kerületi Önkormányzat eladott a befektetőnek. 
A Fontana-ház és a Hermész-kút bontását 2020 őszén megkezdték.
Az elbontott épület helyére a német Müller drogériahálózat magyarországi leányvállalata 2023-tól egy új üzlet- és lakóházat épít, amely magában foglal egy kétszintes mélygarázst, 3000 m²-es kiskereskedelmi egységet, valamint a második emelettől a hetedik emeletig 40 nagyméretű exkluzív lakást.

## A Hermész-kút

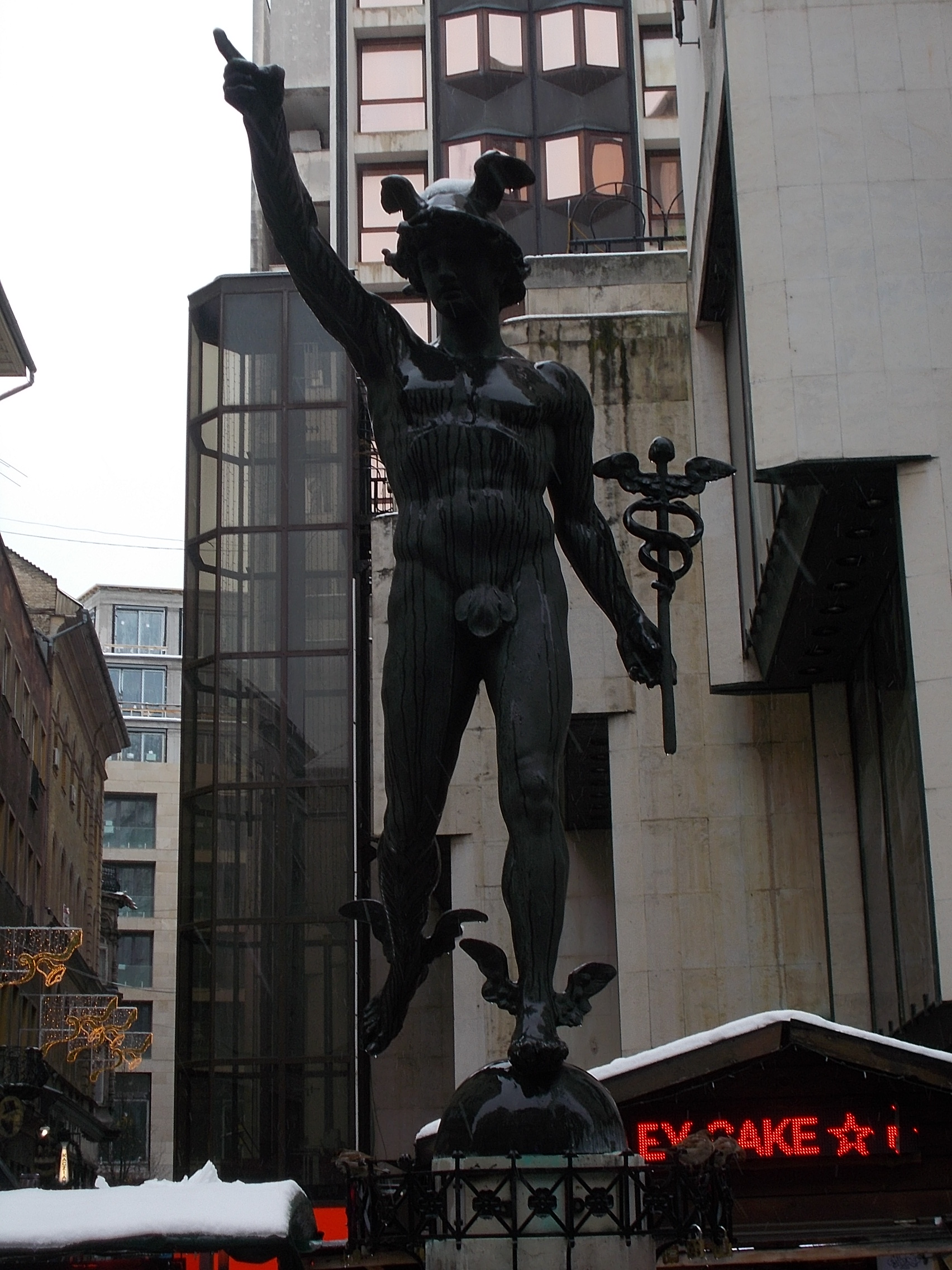
A Hermész-kút részlete, 2019-ben

A díszkutat, (amely a Fontana áruház névadója és jelképe lett) a Váci utca és a Régi posta utca (Régiposta utca) kereszteződésénél, a Fontana-ház mellett kialakult kis téren, 1983-ban avatták fel. Az ismeretlen szobrásznak tulajdonított, Hermészt ábrázoló alkotás, Giovanni da Bologna Merkur-szobrának a másolata. Épületdíszként, egykor a Duna utca 6. számú lakóház második emeleti szoborfülkéjében állt.
A szoborhoz Wild László építész klasszicizáló kúttestet tervezett, oktogon alakú medencével és nyolc darab kő ülőkével. Az eredeti épületdíszítő szobrot a Duna utcai lakóház bontásakor Bőzsöny Ferenc, a Rádió főbemondója mentette meg. 2011-ben mesélte az alábbiakat:

„A Belvárossal való kapcsolatomnál megemlíthető a közreműködésem, amit annak érdekében tettem, hogy a Fontana előtt, a Váci utcában ma egy Hermész–szobor áll. Az Erzsébet híd újjáépítésénél bontottak egy házat a Duna utcában, és a második emelet magasságában, a ház sarkán levő falfülkében állt ez a szobor. Miután minden bontási anyagot nemes egyszerűséggel az utcára hajítottak, ezt a szobrot sem sok választotta el szomorú sorsától. Szerencsére egy jóérzésű építésvezető révén a szobrot nekem adták, én pedig a Magyar Rádió kertjében helyeztettem némi restaurálás után. Sajnos, a szobornak itt sem volt végleges helye, mert a Festetics-palota melletti új épület építésekor a Pollack Mihály téri kert megszűnt. A szobrot ekkor Zebegénybe vitettem, de a szemfüles műemlékvédelem nagyon rossz néven vette és visszahozatta Budapestre. Igaz, hogy Zebegény kapott cserébe egy Chopin szobrot. Így került Hermész a Váci utcába.”

Az 1983-ban felállított Hermész-szobor még horganyból készült, 1985 májusában időtálló anyagból, bronzból újraöntötték.